# 高崎あゆみ
高崎あゆみ（たかさき あゆみ）は、日本のアニメーション美術監督、背景スタッフ。
フリーランス。東京都出身。

## 主な参加作品

### テレビアニメ
- ジャングルの王者ターちゃん
- デビルマンレディ
- こどものおもちゃ
- キョロちゃん
- 忍ペンまん丸
- まりんとメラン
- ジャングルはいつもハレのちグゥ（美術監督）
- すもももももも 地上最強のヨメ（美術監督補佐）
- おじゃる丸
- 撲殺天使ドクロちゃん
- 低俗霊DAYDREAM
- 大魔法峠
- まめうしくん
- ARIA The Animation
- 折紙戦士（美術ボード）
- ヨザクラカルテット
- ロウきゅーぶ
- 貧乏神が！
- 片翼のクロノスギア
- うたのプリンセスさま第1期
- うたのプリンセスさま第2期
- うたのプリンセスさま第3期
- 宇宙兄弟
- ダンガンロンバ
- 文豪ストレイドッグス
- テンカイナイト
- マギ第2期
- 魔法科高校の劣等生
- モンスター娘のいる日常
- 宙のまにまに
- 最近、妹のようすがちょっとおかしいんだが。
- 棺姫のチャイカ
- ハナヤマタ
- Fate
- 夏目友人帳第6期
- ファンタシースターオンライン
- WWW.WORKING
- この世の果てで恋を唄う少女YU-NO
- 虐殺器官
- 富豪刑事
- 灼熱の卓球娘
- 青春ブタ野郎はバニーガール先輩の夢を見ない
- 警視庁 特務部 特殊凶悪犯対策室 第七課 -トクナナ-
- トニカクカワイイ
- メジャー第2期
- ソードアートオンライン
- 古見さんはコミュ症です第１期
- 古見さんはコミュ症です第２期
- カワイスギクライシス
- 大奥
- リンカイ
- 怪獣8号

### OVA
- ジャングルはいつもハレのちグゥ デラックス（美術監督）

### 劇場版
- クレヨンしんちゃん　嵐を呼ぶジャングル
- クレヨンしんちゃん　嵐を呼ぶアッパレ！戦国大合戦
- 劇場版 とっとこハム太郎 ハムハムランド大冒険
- 劇場版 とっとこハム太郎 ハムハムハムージャ! 幻のプリンセス
- ストレンヂア 無皇刃譚
- マジック・ツリーハウス
- 遊☆戯☆王 THE DARK SIDE OF DIMENSIONS
- 好きになるその瞬間を。～告白実行委員会～
- ずっと前から好きでした。～告白実行委員会～
- 劇場版 銀魂 完結篇 万事屋よ永遠なれ
- 空の青さを知る人よ
- 名探偵コナン から紅の恋歌
- 名探偵コナン 紺青の拳
- GODZILLA 怪獣惑星
- GODZILLA 決戦機動増殖都市
- GODZILLA 星を喰う者

- 劇場版 夏目友人帳 〜うつせみに結ぶ〜

### その他
- カゲロウプロジェクト（MV美術背景）
- チルドレンレコード（MV美術背景）
- ロスタイムメモリー（MV美術背景）
- 夜咄ディセイブ（MV美術背景）
- ORDINAL STRATA -オーディナル ストラータ（アニメパート美術監督）